# Poecilasthena glaucosa
Poecilasthena glaucosa là một loài bướm đêm trong họ Geometridae.